# Oliver Bock
Oliver Bock (* 21. November 1971) ist ein ehemaliger deutscher Fußballspieler.

## Werdegang
Bock spielte ab dem fünften Lebensjahr Fußball beim FC Union Tornesch. Mit 14 Jahren wechselte er in den Nachwuchsbereich des Hamburger SV. Der Verteidiger wurde Auswahlspieler des Hamburger Fußball-Verbandes und deutscher Jugendnationalspieler. Der damalige DFB-Trainer Berti Vogts bescheinigte Bock eine „hervorragende Einstellung zum Fußball“, Zweikampf- und Kopfballstärke. Er kam in der Saison 1989/90 zu vereinzelten Einsätze bei den HSV-Amateuren, ab April 1990 nahm der 1,86 Meter große Bock des Weiteren am Trainingsbetrieb der HSV-Bundesligamannschaft teil.
Zur Saison 1990/91 wechselte Bock zu Hannover 96. Für die Niedersachsen bestritt er einen Einsatz in der 2. Fußball-Bundesliga, als er im November 1990 im Heimspiel gegen den SC Preußen Münster in der Anfangself stand. Anfang November 1990 wurde Bock des Weiteren in einem DFB-Pokal-Spiel gegen den Hamburger SV eingewechselt.
Im Sommer 1991 schloss sich Bock dem 1. SC Norderstedt an, für den er bis 1993 in der Oberliga Nord antrat. Anschließend spielte er ab 1993 bis 2001 beim FC Starnberg.
Als Trainer war er später in der Jugendabteilung des SV Planegg-Krailling und ab März 2003 bei der Herrenmannschaft des Vereins tätig. Das Amt übte Bock bis 2007 aus. Beim FT Starnberg 09 wurde er Abteilungsleiter und arbeitete als solcher mit Trainer Manuel Baum zusammen.
Er spielte im Altherrenalter zeitweise für den FC Bayern München. Später kehrte der im Bankwesen beruflich tätige Bock als Co-Trainer zum SV Planegg-Krailling zurück.